# Hibernia
Hibernia es el nombre en latín de la isla de Irlanda. 

## Etimología del nombre
El nombre puede deberse a una latinización del nombre ivernī, una de las tribus celtas que habitaba Irlanda en el tiempo de los romanos.

## Hibernia y Roma
Hibernia nunca fue incorporada formalmente al Imperio romano. Diversos pueblos celtas que habrían hablado proto-goidélico (proto-gaélico) habrían poblado la isla, ya que existen diversas inscripciones en escritura oghámica que precedieron al uso del alfabeto latino para escribir el irlandés antiguo.
La creencia popular es que los romanos ni invadieron ni influyeron de modo notable en Irlanda, aunque se sabe que expediciones de tribus irlandesas llegaron a las provincias romanas de Britania (Gran Bretaña) y Galia (Francia). Existen evidencia de expediciones comerciales entre la Britania romana e Hibernia.
César invadió brevemente el sur de Gran Bretaña, aunque su ejército dejó pocas pruebas, y la conquista sucedió con el emperador Claudio, que inició un dominio de unos cuatro siglos de duración, hasta mediados del siglo V. Una prueba documental del temprano conocimiento romano de Hibernia es el libro de César, La Guerra de las Galias, en el cual este menciona que la isla es menos que la mitad de Bretaña y está al oeste a poca distancia cruzando el mar, del año 54 a. C.. 
Según los historiadores Warner y Hugues, los gobernadores de Britania Cneo Julio Agrícola en 83 y  Máximo en 225, sucesor de Claudio Jenofonte, crearon presidios en la isla de Hibernia. Otras evidencias arqueológicas se encuentran en D(ruman)argh y Rock of Cashel (Roca del castillo). En el sureste de Irlanda han aparecido cementerios de estilo romano y grandes cantidades de hallazgos romanos.
Los otros pocos textos del período que se conservan, junto con la arqueología, sugieren cierta interacción, sobre todo comercial, entre la Britania romanizada e Irlanda. Sin un nuevo hallazgo arqueológico o la aparición de algún texto perdido, los detalles de dicha interacción permanecen aún sujetos a debate.